# مولي أنيقة
مولي أنيقة (الاسم العلمي: Poecilia elegans) (بالإنجليزية: elegant molly )‏ هو نوع من الأسماك يتبع جنس المولي من فصيلة البكيلليات.